# Carolina Santocanale
Carolina Santocanale, in religione Maria di Gesù (Palermo, 2 ottobre 1852 – Cinisi, 27 gennaio 1923), è stata una religiosa italiana.
È stata la fondatrice della Congregazione delle Suore cappuccine dell'Immacolata di Lourdes chiamate anche Suore terziarie regolari Cappuccine di Cinisi. Il 15 maggio 2022 è stata canonizzata da papa Francesco.

## Biografia
Nasce a Palermo il 2 ottobre 1852, in una famiglia nobile: era figlia di Giuseppe Santocanale dei Baroni della Celsa Reale, di professione avvocato, e di donna Caterina Andriolo Stagno. Al momento del battesimo, che ha ricevuto l'indomani nella parrocchia di Sant'Antonio Abate, le sono stati imposti i nomi di Carolina Concetta Angela. Ha ricevuto la prima comunione all'età di otto anni.
Ha seguito gli studi iniziali presso un istituto diretto da due suore, aiutate da altre educatrici e da maestri che insegnavano lettere, musica e francese. 
Nel 1861, durante il periodo della Quaresima 1861, Carolina ha lasciato quella scuola, continuando la sua formazione a casa, sotto la guida di precettori, ma non ha mai conseguito alcun titolo di studio.
All'età di diciannove anni fu chiamata al capezzale del nonno malato che morì poco dopo il loro incontro. A seguito dell'incontro conobbe Mauro Venuti che divenne presto suo direttore spirituale. Non convinta dalle offerte matrimoniali, sentì una forte chiamata alla vita religiosa. Fu all'età di 21 anni che accettò di diventare Presidente delle Figlie di Maria nella parrocchia di San Antonio a Palermo.
Santocanale contrasse una malattia durante questo periodo e sopportò sedici mesi di forti dolori, ma riuscì a scongiurare la malattia nel 1887. A causa della lotta tra la vita contemplativa e la vita religiosa attiva, sperava di unire le due cose e decise di aderire all'Ordine Francescano Secolare. Il 13 giugno 1887 ricevette l'abito francescano come membro professo dell'Ordine Francescano Secolare; assunse il nuovo nome di "Maria di Gesù". 
Attraversò Palermo di porta in porta facendo l'elemosina ai poveri e ai malati a cui dedicò la vita e il lavoro; decise anche di istituire un ramo dei francescani per fare questo e così istituì le Suore Cappuccine dell'Immacolata di Lourdes l'8 dicembre 1909. La congregazione fu approvata il 24 gennaio 1923 come Istituto di vita consacrata a livello diocesano dall'Arcivescovo di Palermo Alessandro Lualdi. 
La santa morì nella settimana successiva all'approvazione del suo ordine nel 1923. Il suo funerale fu celebrato il 29 gennaio successivo e i suoi resti furono successivamente trasferiti nella chiesa del suo istituto il 24 ottobre 1926. Papa Pio XII riconobbe la sua congregazione nel 1947 come Istituto di Diritto Pontificio e Papa Paolo VI emise un decreto di lode per l'ordine nel 1968.
Il 29 gennaio 2023 è stata inaugurata una statua in bronzo raffigurante Santa Carolina Santocanale, donata dall'arcidiocesi di Monreale al Comune di Cinisi. L'opera è stata realizzata dallo scultore Rosario Vullo ed installata a Piazza Piero Venuti. La celebrazione eucaristica, tenutasi lo stesso presso la chiesa madre di Cinisi, è stata presieduta dal Cardinale Marcello Semeraro, prefetto del Dicastero delle cause dei santi, e da Monsignor Gualtiero Isacchi, arcivescovo di Monreale.

## Processo di beatificazione e canonizzazione
Il 2 aprile 1982 la Santa Sede concesse il nihil obstat per l'inchiesta diocesana in vista della beatificazione della Santocanale. Il postulatore della causa scelto dal vescovo per la raccolta dei documenti e delle testimonianze è Carlo Calloni dell'Ordine dei frati minori cappuccini.
Il 1º luglio 2000 è stata proclamata venerabile. Il miracolo necessario per la sua beatificazione è stato studiato e convalidato nel 2005; papa Francesco ha approvato i risultati per quanto riguarda il miracolo il 14 dicembre 2015.
Il 12 giugno 2016 è stata beatificata nel Duomo di Monreale dal cardinale Angelo Amato in qualità di rappresentante del Pontefice.
Il 25 novembre 2021 papa Francesco ha riconosciuto un secondo miracolo avvenuto per intercessione della beata Carolina Santocanale, necessario per la sua canonizzazione, che è stata celebrata il 15 maggio 2022 dallo stesso pontefice in piazza San Pietro.

### Il miracolo per la beatificazione
Ai fini della beatificazione la Chiesa cattolica ha considerato miracoloso quanto accaduto a Cinisi il 19 settembre 2003 ad Andrea Gracchiolo, un giovane operaio che stava lavorando alla costruzione della nuova cappella delle Suore cappuccine dell'Immacolata di Lourdes, dove sarebbe stato custodito il corpo di madre Maria di Gesù. Il giovane cadde da un'altezza di undici metri, impattando il suolo di cemento nel punto esatto dove sarebbero stati collocati i resti della fondatrice. Gli altri operai lo trovarono in piedi, illeso, e il Gracchiolo riferì "di essersi sentito come se qualcuno l'avesse preso fra le braccia e posato a terra". Il 29 gennaio 2015 la Consulta Medica giudicò il fatto scientificamente inspiegabile, il 21 aprile 2015 la Consulta Teologica lo dichiarò miracoloso e da attribuire all'intercessione di Maria di Gesù.

### Il miracolo per la canonizzazione
Ai fini della canonizzazione è stato considerato miracoloso quanto accaduto a una giovane sposa, affetta da "miastenia gravis, tiroidite di Hashimoto, sindrome da insufficienza procreativa autoimmune", e per questo giudicata sterile. Nel 2016 la donna si reca con il marito al santuario della beata Maria di Gesù, dove incontra una suora Cappuccina dell'Immacolata di Lourdes, che le dona una reliquia "ex indumentis" della beata, e insieme invocano la sua intercessione. Nel 2017 la coppia torna al santuario insieme al primo figlio, per ringraziare della grazia ricevuta. Sei mesi dopo la donna rimane di nuovo incinta e dà alla luce un altro figlio. La "ripresa spontanea e completa, con il ripristino della fertilità" della giovane sposa, e le due gravidanze conclusesi felicemente, vengono ritenute non spiegabili scientificamente, miracolose e da attribuire all'intercessione della beata.